# سند العميري
سند العميري لاعب كرة قدم سعودي محترف ، يلعب في خط الدفاع في نادي الشعيب.
كانت بداياته مع نادي الكوكب و انتقل إلى الشباب في عام 2014 أعاره الشباب في عام 2015 إلى نادي الرياض لمدة سنة و بعدها أعاره إلى نادي الوطني و بعدها تم انهاء عقده و وقع مع نادي الدرعية في عام 2018 وإنتقل إلى نادي الشعيب في عام 2024.